# Macrianus
Titus Fulvius Iunius Macrianus († 261) byl uzurpátor římského trůnu ovládající spolu se svým bratrem Quietem v letech 260–261 východní provincie impéria. Jeho otcem byl správce vojenské pokladny a dozorce nad zásobováním Fulvius Macrianus, jméno matky je neznámé.
Macrianovská uzurpace souvisela se zajetím císaře Valeriana Peršany (červen 260) a následným bezvládím na východě římské říše (Valerianův syn Gallienus pobýval tou dobou na západě). Revoltu zorganizoval asi v září 260 Macrianův stejnojmenný otec po dohodě s velitelem Ballistou (Callistem), jemuž byla slíbena hodnost prefekta pretoriánů. Macrianus sám ani jeho bratr Quietus politiku příliš neovlivňovali, oba byli ještě velmi mladí. Jejich otec pak císařskou hodnost nepřijal, protože byl ochrnutý na jednu nohu (podle představ současníků měl být císař fyzicky zdravý).
Roku 261 se Macrianus a jeho otec vypravili na Západ proti císaři Gallienovi, aby si vynutili uznání své vlády. Quietus zůstal na Východě. Bitva svedená kdesi v Illyriku s Gallienovými vojevůdci Aureolem a Domitianem skončila katastrofální porážkou Macrianů a jejich smrtí.